# Zdobycie Portobelo (1668)
Zdobycie Portobelo – zajęcie miasta przez angielskich piratów dowodzonych przez Henry'ego Morgana w 1668.

## Przebieg
Po splądrowaniu kubańskiego miasta Puerto del Príncipe ludzie Morgana narzekali na niską wartość łupów. Kapitan zdecydował się więc na niespodziewane uderzenie na Portobelo, jedno z najbogatszych hiszpańskich miast w rejonie Karaibów. Siły Morgana liczyły ok. 430-500 ludzi na dziewięciu statkach. Obronę miasta z kolei stanowiło ok. 300 żołnierzy oraz członków załogi fortów Punta i Fort San Lorenzo nad rzeką Chagres u wejścia do zatoki.
Siły piratów podpłynęły wczesną nocą 10 lipca wzdłuż wybrzeża na odległość ok. 6,5 km od miasta. Stamtąd większość sił popłynęła łodziami, a następnie pomaszerowała pod miasto. Około północy, po krótkiej wymianie ognia, ludzie Morgana opanowali podmiejską redutę i wysadzili ją wraz z pojmanymi Hiszpanami. Następnie rozpoczęli szturm na miasto. Walki przeciągały się, a flota, która wpłynęła na redę, nie mogła dać Morganowi dostatecznego wsparcia, gdyż była ostrzeliwana przez portową artylerię. Sam gubernator miasta Alexandro Manuel Pau y Rocaberti, wiedząc, że nie ma dostatecznych sił, schronił się w miejskim forcie.
Pierwszy szturm na główne umocnienia zakończył się niepowodzeniem i dużymi stratami pośród piratów, gdyż Hiszpanie stoczyli na nich beczki z prochem oraz duże kamienie. Jednak inna grupa napastników opanowała mniejsze umocnienia w pobliżu i ruszyła Morganowi z odsieczą. Kapitan nakazał zbudowanie drabin i szturm na mury, pod osłoną żywych tarcz, które stanowili miejscowi zakonnicy i zakonnice. Jednocześnie inna grupa starała się spalić bramę fortu. Ostatecznie brama ustąpiła, a reszta atakujących wdarła się na mury. Większość załogi fortu zginęła lub poddała się. Mimo próśb o kapitulację odmówił jej gubernator, który ostatecznie został zastrzelony w walce kilku piratów.

## Skutki
Ludzie Morgana łupili bezlitośnie miasto i torturowali jeńców przez dwa tygodnie, żądając jednocześnie od mieszkańców Panamy okupu za miasto i grożąc jego spaleniem w razie odmowy. W tej sytuacji prezydent audiencji panamskiej wysłał oddział, aby siłą odzyskać miasto. Kapitan Morgan przewidział to jednak i na południe od miasta wysłał setkę swoich ludzi. Zorganizowali oni zasadzkę na drodze prowadzącej do miasta i zmusili do odwrotu hiszpańską odsiecz. Krótko później piraci zebrawszy w sumie 215-250 tys. reali (wówczas ok. 48-55 tys. £) oraz sukno, jedwab i inne dobra, odpłynęli na Jamajkę.